# Кобцев Аристарх Аристархович

Кобцев серед членів Товариства незалежних художників. Кобцев в 2-му ряду, № 2 зліва

Кобцев Аристарх Аристархович (рос. дореф. Кобцевъ Аристархъ Аристарховичъ, 6 квітня 1884, Одеса, Херсонська губернія, Російська імперія — 28 лютого 1961, Одеса, Українська СРР, СРСР) — український художник, громадянин Російської імперії та СРСР.  
Випускник Одеської приватної художньої школи Остроменського.
З 1909 до 1922 — член Товариства південноросійських художників. В 1918—1922 член Товариства незалежних художників. З 1922 по 1929 рік — член Товариства художників імені Киріака Костанді.   З 1938 року — член Спілки художників УРСР. Все своє життя працював в м. Одеса. Написав більше 1000 творів різних жанрів .

## Сім'я
Брат Володимир — імперський чиновник, розстріляний на початку 1920-х.
Брат Еммануїл помер від хвороби в підлітковому віці.
Сестра Зинаїда одружилась з сином одеського купця-мільйонера Федора Івановича Марцина.
Дружина — Олена Артемівна Бойко (одружився в 21 рік). В 1907 народився син Валентин, а в 1909 — син Миколай. Останній мав художній талант, однак помер від хвороби в 1924.
В 1916—1919 він навчався в третій одеській гімназії в одному класі з Сергієм Корольовим. Отримав кваліфікацію інженера в Московському інституті інженерів транспорту. Брав участь в військових діях в другій світовій війні. За відбудову промисловості Молдови став кавалером ордена Леніна.

## Життєпис
21 квітня 1887 — народження у м. Одеса, (Російська імперія, тепер Україна), в родині Аристарха Федотовича Кобцева, технічного спеціаліста головних залізничних майстерень Одеської залізниці.
1898—1901 — навчався в технічному училищі Одеської залізниці.
1901—1905 — навчався в Одеській приватній художній школі Остроменського.Отримав дворянство й кваліфікацію викладача.
1902 — починає працювати кресляром.
1905 — одружився з Оленою Бойко, донькою відставного козака.
1907—1918 — Малює шаржі в газети «Одесские новости» (1907), «Одесский курьер» (1909), «Одесская мысль»(1909), в ілюстровані додатки до газет «Одесское слово» (1910), «Одесские новости» (1912), в журнали «Волна» (1910), «Крокодил» (1911—1912), «Бомба» (1917), «Жизнь и искусство» (Киев, 1914), «Фигаро» (1918).
Графічно оформив обкладинку журналу для єврейських дітей «Колосья» (1913) та провідного художнього журналу Санкт-Петербурга «Аполлонъ» за 1912 рік, обкладинку першої книги поета Марка Талого «Чаша вечерняя» (1910).
1909 — прийнятий до Товариства південноросійських художників.
1910 — викладач в технічному училищі Одеської залізниці.
1917 — отримує кваліфікацію викладача графічного мистецтва.
1917 — вступив до Товариства незалежних художників.
1920 — вступив до Професійної спілки художників.
1922 — вступив до Товариства художників імені Киріака Костанді.
1938 — прийнятий до Спілки художників УРСР. Обрано членом правління, головою живописної секції м. Одеса.
1941—1944 — професор живопису в відкритій Академії витончених мистецтв, викладач ліцею № 2 та ліцею при Одеській консерваторії, реставратор Свято-Успенського собору.
1944 — повторно прийнятий до Спілки художників УРСР.
1960 — прийнятий до Спілки художників СРСР.
28.02.1961  — помер. Похований на 49 ділянці 2-го християнського кладовища м. Одеса.

## Виставки
1909 — XX виставка Товариства південноросійських художників.

1910 — Виставка в першому Салоні Іздебського.
1910 — ХХІ виставка Товариства південноросійських художників.

1910 — Виставка молодих художників.
1911 — ХХІІ виставка Товариства південноросійських художників.

1912 — XXIII виставка Товариства південноросійських художників.

1913 — II весняна виставка картин об'єднаних, графічне оформлення каталогу.
1914 — Весняна виставка картин музею Товариства витончених мистецтв, каталог багато проілюстровано графікою Кобцева.
1915 — Виставка Товариства південноросійських художників, графічне оформлення каталога.

1916 — Виставка картин Товариства незалежних художників в Одеському міському музеї витончених мистецтв (збір коштів проводився для приюту дітей-воїнів).

1917 — Виставка Товариства незалежних художників.
1918 — Виставка картин Товариства незалежних художників в Одеському міському музеї витончених мистецтв.

1919 — Виставка картин Товариства незалежних художників в Одеському міському музеї витончених мистецтв

1925 — I виставка Товариства художників імені Киріака Костанді.
1926 — II виставка Товариства художників імені Киріака Костанді.
1927 — III виставка Товариства художників імені Киріака Костанді.

1928 — IV виставка Товариства художників імені Киріака Костанді.
1929 — V виставка Товариства художників імені Киріака Костанді.
1936 — Осіння виставка художників м. Одеса.
1937 — Ювілейна виставка художників СРСР.
1937 — Виставка етюдів художників України і Молдови в державній картинній галереї м. Харків. Виставка також експонувалась в Києві, Дніпрі та Одесі.
1938 — Виставка робіт художників м. Одеса.
1940 — Друга звітна виставка художників м. Одеса.
1941 — Виставка, творчий звіт художників А. А. Кобцева та Д. М. Муцельмахера.
1942 — Художня виставка у зв'язку з відкриттям Художньої Академії в м. Одеса.
1943 — Художня виставка Salonul Oficial. De Pictură, Sculptură, Gravură şi Ceramică. Guvernămăntul civil al Transnistriei. Odesa.
1944 — Звітна виставка одеських художників, грудень.
1947 — IX Українська художня виставка.
1947 — Одеська обласна виставка картин.
1950 — Виставка українського образотворчого мистецтва в м. Полтава.
1954 — Одеська обласна виставка картин.
1955 — Одеська обласна виставка картин.
1960 — Одеська обласна виставка картин.
2019 — Виставка робіт художника в Всесвітньому клубі одеситів